# Geofizyka otworowa
Geofizyka otworowa (dawniej geofizyka wiertnicza) – jest to zespół metod geofizycznych realizowanych w otworze wiertniczym.
Pomiary geofizyczne wykonywane w otworach wiertniczych nazywamy profilowaniem i oznaczamy literą P. Nazwa profilowania pochodzi od mierzonej własności fizycznej (np. mierzenie oporności elektrycznej to profilowanie oporności PO). Pomiary geofizyki otworowej  obejmują bardzo szeroki i  zróżnicowany zakres metod, przeznaczonych zarówno do otworów przed ich zarurowaniem, jak też po ich zarurowaniu i zacementowaniu.
Dostarcza szczegółowych informacji o:
- profilu litologicznym otworu
- parametrach fizycznych skał (porowatość, obecność płynów złożowych)
- stanie technicznym otworu (nieszczelności, ucieczki płuczki)
- stanie ośrodka skalnego w warunkach naturalnego zalegania
- ocenie wiązania cementu z rurą i skałą,
- parametrach zalegania warstw, szczelinowatości ośrodka, elementach budowy tektonicznej,
- parametrach sprężystych i  anizotropii ośrodka skalnego,
- parametrach przepływu mediów złożowych, wielkości dopływu, strefach chłonności górotworu,
- temperaturze górotworu,

Metodyka pomiarów
Pomiary geofizyki otworowej wykonywane są generalnie dwoma sposobami tradycyjnym na kablu sondy oraz na przewodzie wiertniczym. Badania prowadzone na przewodzie wiertniczym obejmują pomiary prowadzone bezpośrednio podczas wiercenia odwiertu (Logging While Drilling) oraz badania  w otworach kierunkowych i horyzontalnych, w warunkach trudnych do wykonania z wykorzystaniem metody klasycznej.
Tradycyjne pomiary na kablu sondy (Wireline logging)  polegają na opuszczeniu sondy pomiarowej (lub zestawu połączonych sond) do otworu wiertniczego, a następnie ciągłej rejestracji (pomiarze) zmian parametrów fizycznych przewierconej formacji skalnej, w miarę jej wyciągania z otworu. Rejestracja dokonywana jest za pomocą odbiorników (detektorów) sondy. Sygnał jest następnie przesyłany na powierzchnię poprzez kilku żyłowy kabel geofizyczny i rejestrowany przez naziemną aparaturę. Najczęściej profilowania geofizyki otworowej wykonywane są przy przemieszczaniu sond w górę. Urządzenia pomiarowe sondy są centrowane w otworze, lub dociskane do ścian odwiertu z użyciem elementów sprężystych.
Rejestrowane dane  zapisywane są w postaci tzw. profilowań, które  w geofizyce otworowej oznaczają ciągły zapis (rejestrację)  zmian danego  parametru fizycznego charakteryzującego ośrodek skalny lub płyny złożowe w funkcji zmian głębokości.

## Podział geofizyki otworowej
- Elektrometria wiertnicza
  - Profilowanie oporności PO
  - Sondowanie oporności SO
  - Mikroprofilowanie oporności mPO
  - Sterowane profilowanie oporności POst
  - Sterowane mikroprofilowanie oporności mPOst
  - Profilowanie potencjałów polaryzacji naturalnej PS
  - Profilowanie indukcyjne PI
  - Profilowanie oporności płuczki POpł
  - Profilowanie dielektryczne PD
  - Profilowanie potencjałów polaryzacji wzbudzonej PW
  - Profilowanie prądowe PP
  - Profilowanie ślizgowych kontaktów PSK
  - Profilowanie potencjałów elektrodowych PPE
- Radiometria wiertnicza
  - Profilowanie gamma PG
  - Spektrometryczne profilowanie gamma SPG
  - Gęstościowe profilowanie gamma-gamma PGGg
  - Selektywne profilowanie gamma-gamma PGGs
  - Profilowanie neutron-gamma PNG
  - Profilowanie neutron-neutron PNN
  - Impulsowe profilowanie neutronowe IPN
  - Profilowanie wzbudzonej aktywności PWA
  - Profilowanie rentgenoradiometryczne PRR
  - Profilowanie magnetyzmu jądrowego PMJ
- Termometria wiertnicza
  - Profilowanie temperatury w warunkach ustalonej równowagi cieplnej PTu
  - Profilowanie temperatury w warunkach nie ustalonej równowagi cieplnej PTn
- Magnetometria wiertnicza
  - Profilowanie podatności magnetycznej PPM
  - Profilowanie pola magnetycznego PZM
- Inne metody geofizyki wiertniczej
  - Profilowanie akustyczne PA
  - Profilowanie grawimetryczne PGr
  - Profilowanie średnicy PŚr
  - Profilowanie gazowe PGaz
  - Profilowanie luminescencyjne PL

Przypisy